# 松風・村雨

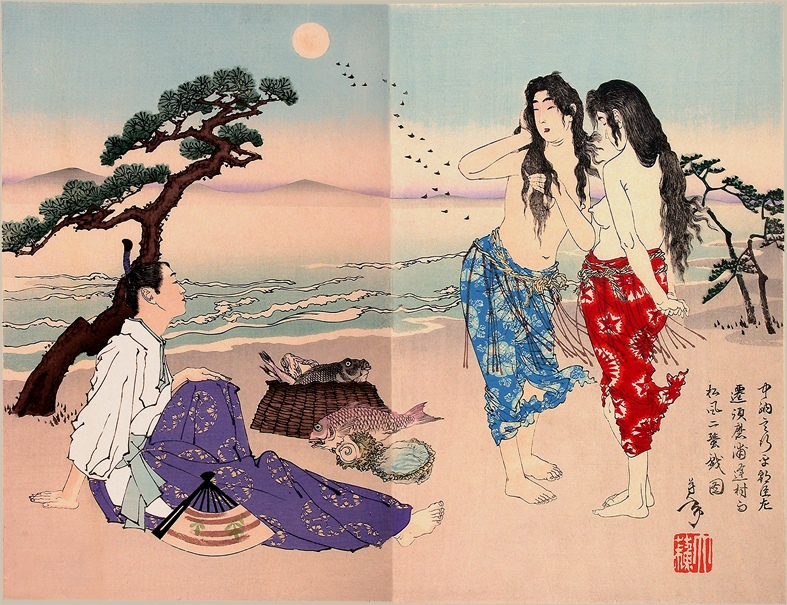
「中納言行平朝臣、須磨の浦に左遷され村雨・松風二（ふたり）の蜑（あま）に逢ひ、戯れるの図」　月岡芳年画。

松風・村雨（まつかぜ・むらさめ）とは、平安時代、須磨に暮らしていたという伝承上の姉妹。姉が松風、妹が村雨。

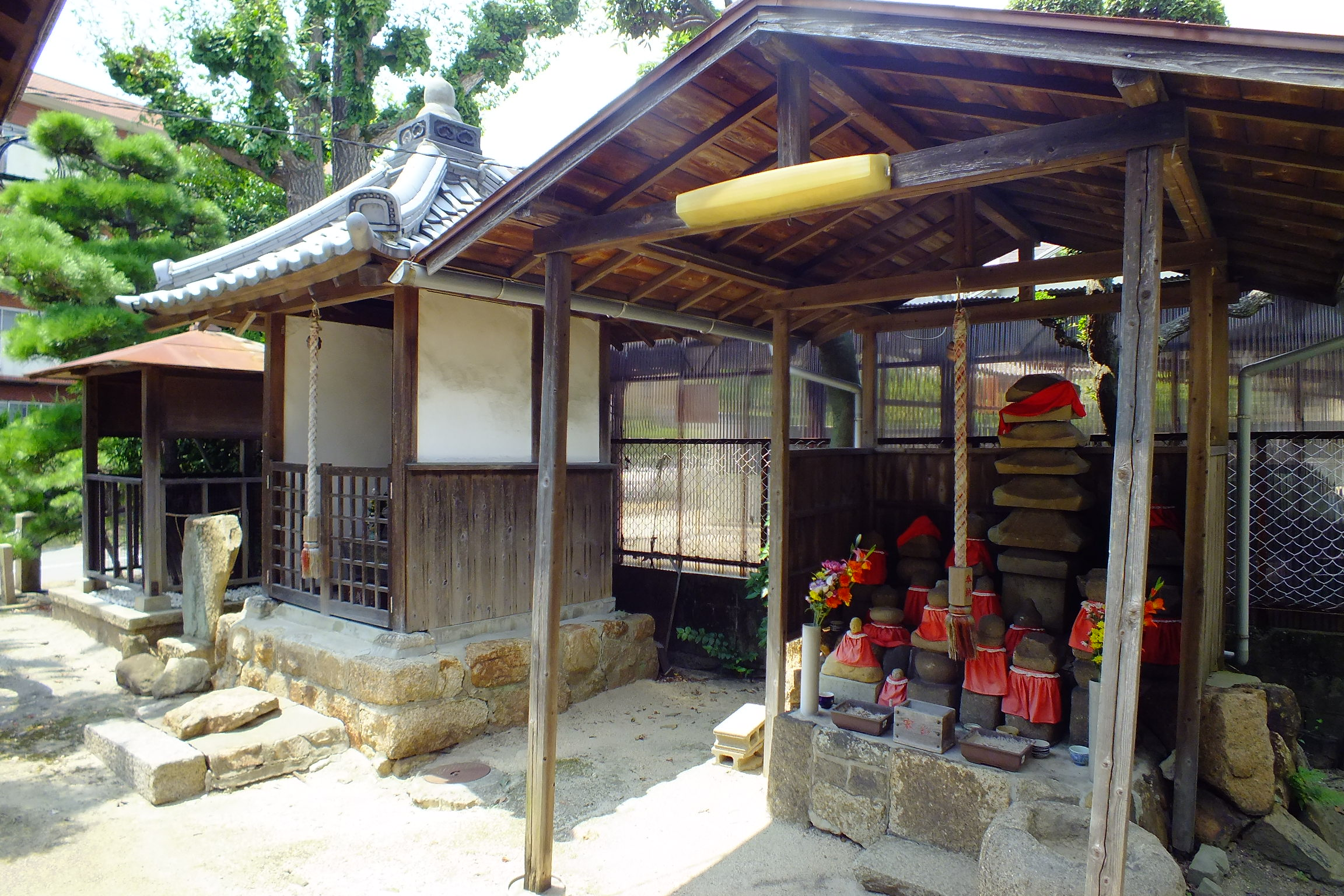
松風村雨堂（松風・村雨が在原行平を慕い建てた庵の跡）

## 来歴
地元である須磨で語られる伝説によれば、姉妹は多井畑の村長の娘たちで、本来の名は「もしほ」と「こふじ」であった。須磨に汐汲みに出たところ、天皇の勘気を蒙り須磨に流されていた在原行平と出会い、「松風」「村雨」と名づけられて愛された。のちに行平は赦されて都に帰る際、松の木に形見の烏帽子と狩衣を掛けて残した。また『古今和歌集』にある「立ち別れ　いなばの山の　峰に生ふる　まつとし聞かば　いま帰り来む」（巻第八・離別　在原行平）の歌も、この離別の際に詠んだものとされる。松風・村雨姉妹は尼となって行平の旧居に庵を結び、彼を偲んだという。
須磨に配流された行平が海女と歌を交わす短い説話は『撰集抄』（13世紀中葉成立）に現れるが、海女の名は記されておらず、姉妹でもない。行平が心通わせる相手を、無名の海女に代えて松風・村雨とした謡曲『松風』（室町時代成立）は、『撰集抄』に加え、平安時代に成立して散逸した物語『あま人』や、『源氏物語』の影響を受けて成立したと考えられる。
謡曲『松風』以後、松風・村雨の悲恋の物語は広く知られることとなり、浄瑠璃や歌舞伎、近代には映画などにも取り入れられた。須磨には衣掛松や松風村雨堂など、彼女たちの伝承に基づく遺跡がいくつかあり、須磨区内には村雨町・松風町・行平町・衣掛町と名付けられた地名もある。

## 派生作品
- 謡曲『松風』　観阿弥・世阿弥作、室町時代
- 御伽草子『松風村雨』　室町時代
- 浄瑠璃『松風村雨束帯鑑』（まつかぜむらさめそくたいかがみ）　近松門左衛門作、1690年代
- 浄瑠璃『行平磯馴松』（ゆきひらそなれのまつ）　1738年
- 映画『松風村雨』　製作：日活。1914年
- 映画『松風村雨』　製作：帝国キネマ演芸、監督：松本英一。1925年
- 映画『松蔭村雨 江戸篇』　製作：大衆文芸映画社、監督：後藤岱山。1932年